# Weberstedt
Weberstedt är en ortsteil i kommunen Unstrut-Hainich i Unstrut-Hainich-Kreis i förbundslandet Thüringen i Tyskland. Weberstedt var en kommun fram till den 1 januari 2019 när den uppgick i Unstrut-Hainich. Weberstedt hade 597 invånare 2018.